# Phyllostegia vestita
Phyllostegia vestita är en kransblommig växtart som beskrevs av George Bentham. Phyllostegia vestita ingår i släktet Phyllostegia och familjen kransblommiga växter. Inga underarter finns listade i Catalogue of Life.